# Odontonema dissitiflorum
Odontonema dissitiflorum é uma espécie de planta do gênero Odontonema e da família Acanthaceae. 

## Taxonomia
A espécie foi descrita em 1891 por Otto Kuntze. 
O seguinte sinônimo já foi catalogado:  
- Thyrsacanthus dissitiflorus  Nees

## Forma de vida
É uma espécie terrícola e subarbustiva. 

## Descrição
| Caule           | Caule                        |
| --------------- | ---------------------------- |
| ramo            | glabro                       |
| Folha           |                              |
| ápice           | acuminado                    |
| base            | atenuada                     |
| folha           | oposta/oblongo-elíptica      |
| pilosidade      | fracamente escabra           |
| Inflorescência  |                              |
| racemo terminal | poucas flor por fascículo    |
| Flor            |                              |
| cor             | vermelha                     |
| forma           | tubular/fracamente bilabiada |
| estaminódio     | glabro                       |
| estigma         | bilabiado                    |
| Fruto           |                              |
| tipo            | cápsula                      |

## Conservação
A espécie faz parte da Lista Vermelha das espécies ameaçadas do estado do Espírito Santo, no sudeste do Brasil. A lista foi publicada em 13 de junho de 2005 por intermédio do decreto estadual nº 1.499-R. 

## Distribuição
A espécie é encontrada nos estados brasileiros de Espírito Santo e Rio de Janeiro. 
A espécie é encontrada no domínio fitogeográfico de Mata Atlântica, em regiões com vegetação de floresta ombrófila pluvial.